# Lorenzo Melgarejo
Lorenzo Antonio Melgarejo Sanabria (Loma Grande, 17 agosto 1992) è un calciatore paraguaiano, difensore o centrocampista del Libertad della Nazionale paraguayana.

## Caratteristiche tecniche
Terzino sinistro, può giocare come esterno o ala sulla stessa fascia.

## Carriera

### Club
Nel 2011 il Benfica lo preleva a 760.000 euro cedendolo al Kuban' due anni dopo in cambio di 5 milioni.

### Nazionale
Ha giocato nella nazionale paraguaiana.

## Palmarès
- Campionato russo: 1

Spartak Mosca: 2016-2017
- Supercoppa di Russia: 1

Spartak Mosca: 2017
- Campionato paraguaiano: 5

Libertad: Apertura 2021, Apertura 2022, Apertura 2023, Clausura 2023, Apertura 2024
- Copa Paraguay: 2

Libertad: 2023, 2024